# Uglješ
Uglješ is een plaats in de gemeente Darda in de Kroatische provincie Osijek-Baranja. De plaats telt 597 inwoners (2001).